# Galbeni (okręg Botoszany)
Galbeni – wieś w Rumunii, w okręgu Botoszany, w gminie Havârna. W 2011 roku liczyła 92 mieszkańców.